# Georg Christoph Grooth

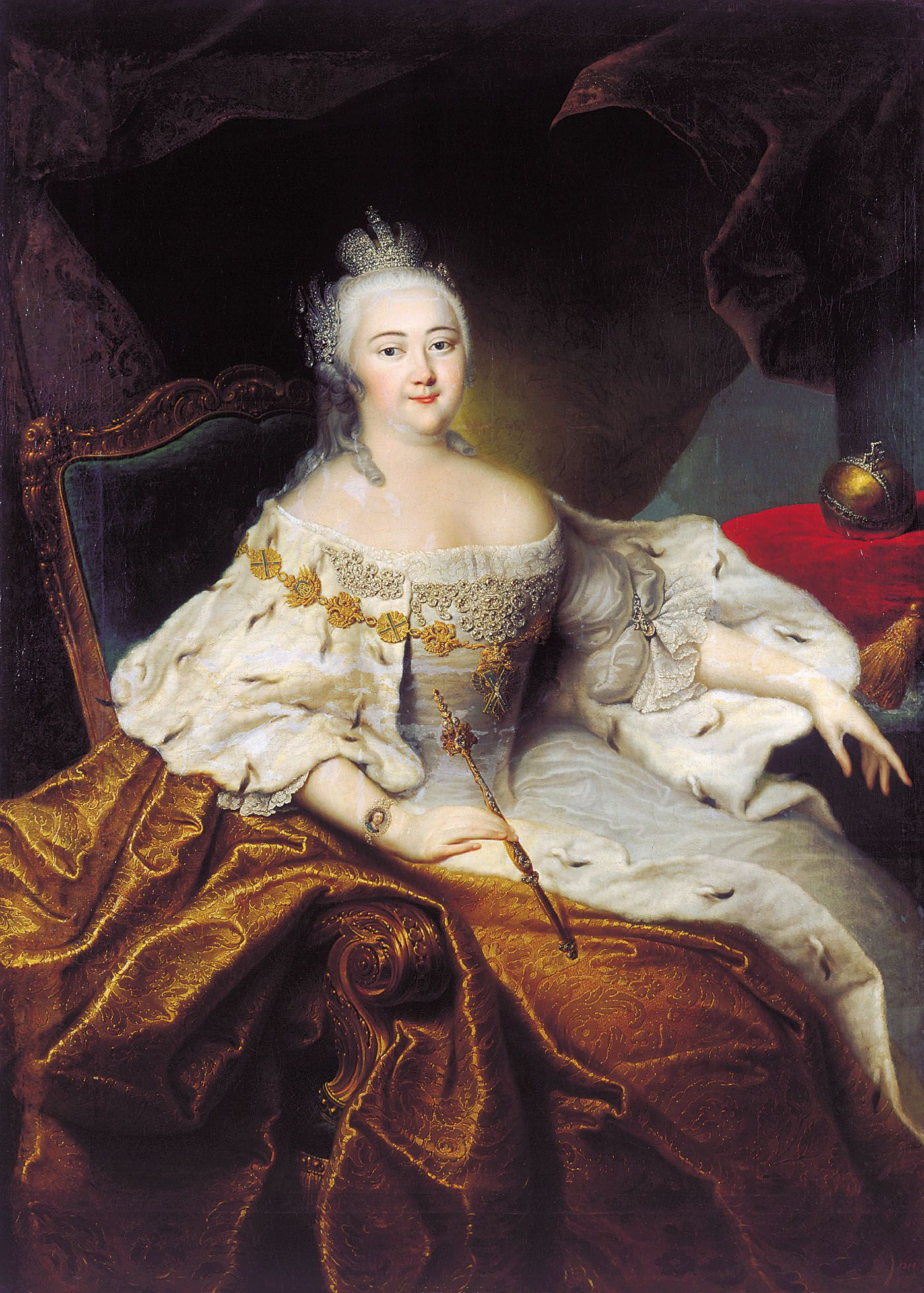
Portret cesarzowej Elżbiety, autorstwa Georga Christopha Grootha.

Georg Christoph Grooth (ros.: Георг Христофор Грот (Гроот); ur. 21 stycznia 1716 w Stuttgarcie, zm. 28 września 1749 w St. Petersburgu) – niemiecki malarz portrecista działający w Rosji.

## Życiorys
Był synem i uczniem stuttgarckiego malarza nadwornego Johanna Christopha Grootha, a także starszym bratem Johanna Friedricha Grootha, również malarza działającego w Rosji. Nauki pobierał w Ludwigsburgu i w Dreźnie pod kierunkiem swojego ojca i innych mistrzów. W latach 1739–1740 działał w Pradze. W 1741 r. przybył do Rewla na zaproszenie generała Ulricha Friedricha Woldemara von Löwendala, będącego wówczas na rosyjskiej służbie. Dwa lata później na zaproszenie cesarzowej Elżbiety Grooth wraz z Lucasem Conradem Pfandzeltem przeniósł się do Petersburga, gdzie został nadwornym malarzem cesarskim. Na dworze carskim przebywał do końca życia, malując portrety Romanowów oraz przedstawicieli rosyjskiej szlachty. Był dekoratorem cesarskich pałaców oraz autorem ikon w kaplicy nadwornej w Carskim Siole.
Z powodu swojego niewysokiego wzrostu oraz garba był nazywany „Małym Groothem” w przeciwieństwie do swojego młodszego brata. Jego obrazy są cenione za realizm i widoczne podobieństwo do portretowanych osób, np. cesarzowej Elżbiety, wielkiego księcia Piotra Fiodorowicza i wielkiej księżnej Katarzyny (znajdujące się do 1917 r. w galerii domu Romanowów w Ermitażu).
Jak wielu cudzoziemskich artystów, przebywających w tym czasie w Rosji, Grooth miał licznych uczniów spośród Rosjan. Jednym z nich był Iwan Argunow, prekursor rosyjskiego malarstwa portretowego.